# 鶴田政德
鶴田政德(1856年—1943年4月25日），筑後国柳川(福岡縣)人。筑後柳川藩士之子，日本陸軍少將。弟弟是海軍軍医中将鶴田鹿吉。

## 人物履歷
1878年12月30日陆军士官学校炮兵科毕业1879年3月17日前往法国留学，1882年1月18日 从法国留学回国任陆军士官学校教官。1903年11月18日叙勋三等授瑞宝章1904年3月10日 任 陆军炮兵大佐，1906年日俄战争叙勋授旭日中绶章，1907年11月13日兼任广岛湾要塞司令官，1908年12月21日任陆军少将，1911年4月1日卸任正四位瑞三旭三陆军少将，1943年4月25日去世